# Pietro Andrea Abbati
Pietro Andrea Abbati (Modena, 1693 – 26 giugno 1762) è stato un ingegnere e poeta italiano.

## Biografia
Figlio di Bernardino Abbati e Barbara Baschieri, fu battezzato il 16 settembre 1963.

### Attività di ingegnere
Nel luglio del 1727 divenne ingegnere ducale, specializzandosi nella regolazione dei corsi d'acqua del Modenese. Lavorò sui fiumi Panaro, Secchia, Enza, Taro, Reno e Tresinaro. Realizzò degli interventi sui canali di Modena, Reggio Emilia, Carpi e Savignano. Nel 1734 restaurò le mura di Modena e l'anno successivo costruì a Rubiera un ponte sul torrente Tresinaro. Tra il 1743 e il 1744 tornò a lavorare alle fortificazioni di Modena, restaurando il ponte levatoio sulla strada per Bologna e allargando la strada presente sui bastioni. Nel 1749 divenne soprintendente del parco del palazzo ducale di Sassuolo, ed estese la sua attività anche al di fuori del ducato grazie alle commissioni dei Boncompagni, per i quali realizzò opere di gestione delle acque nel territorio di Vignola. Il 14 aprile 1753 venne rimosso dai suoi incarichi per il ducato di Modena, per via delle troppe assenze.

### Produzione poetica
Abbati fu autore di un poemetto comico di quattordici canti in cui si prendeva gioco di alcuni personaggi modenesi, Il Mondo della Luna. Il poema, ispirato in parte a Cyrano de Bergerac, fu ripubblicato nel 1879 dal modenese Giorgio Ferrari Moreni.